# Grenzschutz Ost

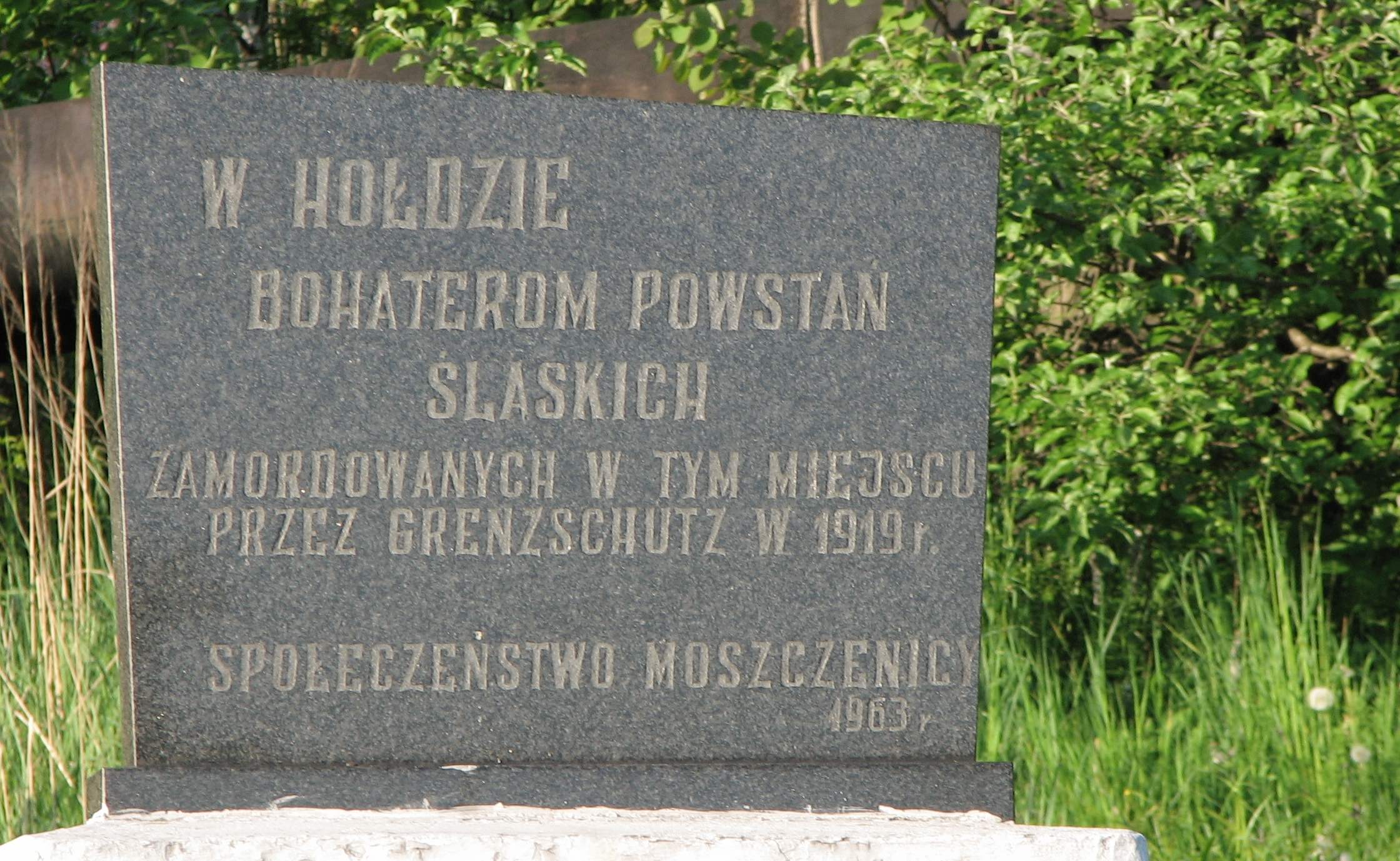
Pomnik powstańców śląskich zamordowanych przez Grenzschutz w Moszczenicy.

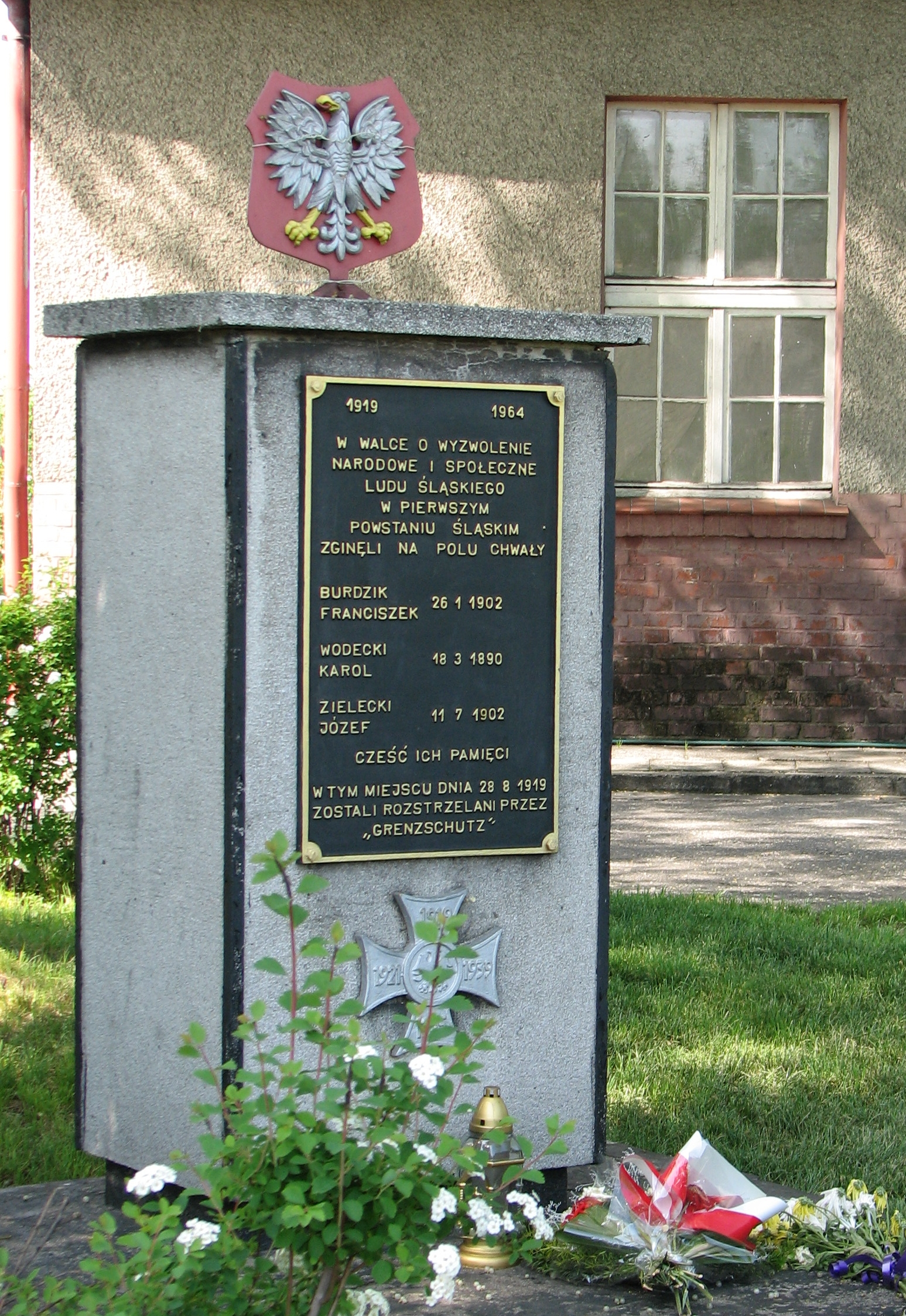
Pomnik powstańców śląskich rozstrzelanych przez Grenzschutz w Godowie

Grenzschutz Ost (niem., dosłownie „Ochrona Granic Wschód” albo „Straż Graniczna Wschód”) – powstała w latach 1918–1919 paramilitarna formacja ochotnicza działająca na wschodnich rubieżach Republiki Weimarskiej razem z Freikorpsem i Selbstschutzem. Zbrojnie przeciwstawiała się odłączeniu terenów wschodnich od Niemiec.

## Działalność
Aktywna była na terenie Łotwy, Litwy, gdzie walczyła z oddziałami Armii Czerwonej oraz Wielkopolski, Pomorza Zachodniego i Gdańskiego, a także Górnego Śląska. Oddziały Grenzschutzu, jak np. Grenzschutz-Bataillon III, podczas powstania wielkopolskiego zostały skierowane przeciw ludności cywilnej. Razem z Freikorpsem i Selbstschutzem brały czynny udział po stronie niemieckiej w powstaniach śląskich.
Grenzschutz zastąpiony został oddziałami Schwarze Reichswehr („Czarnej Reichswehry”). Część członków Grenzschutzu działała później w nazistowskich bojówkach Sturmabteilung (SA).
W przededniu inwazji III Rzeszy na Polskę rezerwistów tej formacji zgrupowano nad granicą w specjalnych dywizjach nazywanych Grenzschutz Abschnitt Kommando (niem. Odcinki Dowódcze Straży Granicznej). Podczas kampanii wrześniowej stanowiły one jednostki tyłowe, zajmujące się głównie tworzeniem na zajętych przez Wehrmacht terenach niemieckiej administracji. Żołnierze Grenzschutzu brali też udział w walkach z polskimi oddziałami samoobrony – jak np. podczas zajmowania Katowic, są też odpowiedzialni za represje, jakie spadły na cywilów w pierwszych dniach okupacji. Wielu żołnierzy i oficerów przeniesiono później do Wehrmachtu.

## Grenzschutz na Górnym Śląsku
W związku z zaostrzeniem się sytuacji na Górnym Śląsku, w dniach 28–30 listopada 1918 roku z terenu zachodnich Niemiec skierowano 117 Dywizję Piechoty dowodzoną przez gen. Karla Hoefera, a na siedzibę jej dowództwa wyznaczono Gliwice. 10 grudnia 1918 roku dywizja ta otrzymała nazwę Grenzschutz-Division („Dywizja Ochrony Pogranicza”). Potocznie ludność śląska nazywała te oddziały Grenzschutzem.
Z czasem formacji tej podporządkowano wszystkie istniejące na Górnym Śląsku oddziały Freikorpsów. Jej oddziały były głównymi siłami niemieckimi walczącymi przeciwko powstańcom śląskim i były używane do tłumienia wszelkich ruchów niepodległościowych Polaków.
Po podpisaniu traktatu wersalskiego formacja ta została wycofana z Górnego Śląska i 11 lutego 1920 roku rozwiązana, znaczna część jej żołnierzy weszła w skład Reichswehry. Jej oddziały zostały zastąpione nową formacją o nazwie Selbstschutz Oberschlesien (SSOS, „Samoobrona Górnego Śląska”).